# کمیسیون تثبیت هویت اقوام همسو
کمیسیون تثبیت هویت اقوام همسو برای ثبت دوازده قوم افغانستان، تشکیل شده بود.
که سرانجام سادات افغانستان، توسط فعالیت همین کمیسیون، توانست تا نام خود را در کنار چهارده قوم دیگر، در دیتابیس تذکره الکترونیکی، ثبت کند
ریاست این کمیسیون از اول تا آخر فعالیت به عهده سید محمد علی جاوید بود.